# Herbert Baxter Adams
Herbert Baxter Adams (16 de abril de 1850 — 30 de julho de 1901) foi professor e historiador.
Adams nasceu em Shutesbury, Massachusetts. Ele desde cedo estudou em escolas públicas como Amherst, Massachusetts e a Academia Phillips Exeter. Ele graduou-se em Amherst College em 1872, e recebeu a graduação de Ph.D em Heidelberg, Alemanha, em 1876. Ele foi um pesquisador na Universidade Johns Hopkins de 1876 até 1878, associado de 1878 até 1883, e foi apontado um professor associado em 1883. Ele é creditado por trazer o estudo da política para o campo de ciências sociais.